# هان (ألمانيا)
بَلْدَة هَانٌ (بالأَلمانِيَّة: Gemeinde Hahn) هي بَلدَة أَلمانِيَّة في مِنطَقَة ڤِيستر ڤَآلد كرآيس التَّابِعة لِمُحافظة كُوبلنز في وِلاَية رَينلَند - بفَلز في جُمهُوريَّة أَلمَانيَا الاِتّحاديّة بمِساحة تُقَدَّر بنحو 2 كم².

## وَصلات خارجيّة
- الصّفحة الرّسميّة لِبَلدَة هَآنٌ (باللُّغَة الأَلمانِيَّة).